# The Dude
The Dude – album Quincy’ego Jonesa wydany w październiku 1981 (zob. 1981 w muzyce) przez wytwórnię A&M Records.

## Lista utworów
| # | Tytuł                   | Kompozytor                                | Gościnnie                     |
| - | ----------------------- | ----------------------------------------- | ----------------------------- |
| 1 | Ai No Corrida           | Chas Jankel, Kenny Young                  | "Dune"/Charles May            |
| 2 | The Dude                | Rod Temperton, Patti Austin               | James Ingram, Michael Jackson |
| 3 | Just Once               | Barry Mann, Cynthia Weil                  | James Ingram                  |
| 4 | Betcha Wouldn't Hurt Me | Stevie Wonder, Stephanie Andrews          | Patti Austin                  |
| 5 | Somethin' Special       | Rod Temperton                             | Patti Austin                  |
| 6 | Razzamatazz             | Rod Temperton                             | Patti Austin                  |
| 7 | One Hundred Ways        | Kathy Wakefield, Ben Wright, Tony Coleman | James Ingram                  |
| 8 | Velas                   | Ivan Lins, Vitor Martins                  | Toots Thielemans              |
| 9 | Turn On the Action      | Rod Temperton                             | Patti Austin                  |